# احتجاجات المزارعين الهنود 2020-21
احتجاجات المزارعين الهنود هي احتجاجات مستمرة على القوانين الزراعية الثلاثة التي أقرها البرلمان الهندي في سبتمبر 2020. وُصفت هذه الأفعال بأنها «قوانين مناهضة للمزارعين» من قبل العديد من نقابات المعارضة، ونقابات المزارعين وعدد من السياسيين، وتقول المعارضة أيضًا إن هذه القوانين ستترك المزارعين «تحت رحمة الشركات». أكدت الحكومة أن القوانين ستجعل من السهل على المزارعين بيع منتجاتهم مباشرة لكبار المشترين، وذكرت أن الاحتجاجات مبنية على معلومات مضللة.
بعد فترة وجيزة من بدء العمل بالقوانين، بدأت النقابات في تنظيم احتجاجات محلية، معظمها في البنجاب. بعد شهرين من الاحتجاجات بدأ المزارعون ولا سيما من البنجاب وراجستان وهاريانا حركة تسمى لنذهب إلى دلهي، حيث سار عشرات الآلاف من المزارعين نحو عاصمة الهند. استخدمت الشرطة وإنفاذ القانون خراطيم المياه والغاز المسيل للدموع لمنع المزارعين من دخول دلهي. في 26 نوفمبر وقع إضراب عام على مستوى البلاد شمل ما يقرب من 250 مليون (25 كرور) لدعم المزارعين وفقًا للنقابات العمالية التي نظمت الاحتجاجات. في 30 نوفمبر قدرت الهند اليوم أن ما بين مئتي وثلاث مئة ألف مزارع يتقاربون عند نقاط حدودية مختلفة في طريقهم إلى دلهي.
هناك أكثر من 50 نقابة للمزارعين قامت بالاحتجاج، بينما تزعم الحكومة أن بعض اتحادات المزارعين خرجت لدعم قوانين المزارع. خرجت نقابات النقل التي تمثل أكثر من 14 مليون سائق شاحنة لدعم المزارعين مهددة بوقف حركة الإمدادات في بعض الولايات الهندية. بعد رفض الحكومة مطالب المزارعين خلال المحادثات في 4 ديسمبر، خطط المزارعون لتصعيد الإجراء إلى إضراب آخر على مستوى الهند في 8 ديسمبر 2020. قدمت الحكومة بعض التعديلات في القوانين، لكن النقابات طالبت بإلغاء القوانين. اعتبارًا من 12 ديسمبر سيطر المزارعون على ساحات الطرق السريعة في هاريانا وسمحوا بحرية حركة المركبات. بحلول منتصف ديسمبر تلقت المحكمة العليا في الهند مجموعة من الالتماسات المتعلقة بإزالة الحصار الذي فرضه المتظاهرون حول دلهي. كما تعتزم المحكمة المضي قدما في المفاوضات مع مختلف هيئات المزارعين المحتجين.
بحلول منتصف ديسمبر، تلقت المحكمة العليا في الهند مجموعة من الالتماسات المتعلقة بإزالة الحصار الذي فرضه المتظاهرون حول دلهي. كما طلبت المحكمة من الحكومة تأجيل القوانين، لكن الحكومة رفضت الطلب. في 4 يناير 2021 سجلت المحكمة الدعوى الأولى المقدمة لصالح المزارعين المحتجين. وقال المزارعون إنهم لن يستمعوا إلى المحاكم إذا طُلب منهم التراجع. كما قال زعماء المزارعين إن الالتزام بقوانين المزارع ليس حلاً.
في 30 ديسمبر وافقت الحكومة الهندية على اثنين من مطالب المزارعين وهما: استبعاد المزارعين من قانون التلوث الجديد وإلغاء تعديلات قانون الكهرباء الجديد، أما بقية المطالب فسيناقشها الجانبان في 4 يناير. حتى 6 يناير 2021 أجريت ثماني جولات من المحادثات بين المركز والمزارعين التي تمثلهم نقابات المزارعين.
في 26 يناير نظم عشرات الآلاف من المزارعين الذين احتجوا على الإصلاحات الزراعية موكبًا للمزارعين مع قافلة كبيرة من الجرارات وتوجهوا إلى دلهي. انحرف المتظاهرون عن الطرق المسموح بها مسبقًا والتي سمحت بها شرطة دلهي. تحولت مسيرة الجرارات إلى احتجاج عنيف حيث اجتاز المزارعون المتظاهرون الحواجز واشتبكوا مع الشرطة. وصل المتظاهرون في وقت لاحق إلى القلعة الحمراء وقاموا بتثبيت أعلام اتحاد المزارعين والأعلام الدينية على الصاري على سور القلعة الحمراء.

## خلفية
في عام 2017 أصدرت الحكومة المركزية قوانين الزراعة النموذجية. بعد فترة زمنية معينة تبين أن عددًا من الإصلاحات المقترحة في القوانين لم تنفذ من قبل الدولة. تم تشكيل لجنة مكونة من سبعة رؤساء وزراء في يوليو 2019 لمناقشة التنفيذ. وفقًا لذلك أصدرت الحكومة المركزية في الهند ثلاثة مراسيم (أو قوانين مؤقتة) في الأسبوع الأول من شهر يونيو 2020، والتي تناولت المنتجات الزراعية وبيعها وتخزينها والتسويق الزراعي وإصلاحات الزراعة التعاقدية من بين أمور أخرى. تم تقديم هذه المراسيم كقوانين وتم تمريرها من قبل لوك سابها في 15 و18 سبتمبر 2020. في وقت لاحق وبالتحديد في 20 سبتمبر مرر راجيا سابها أيضًا مشاريع القوانين الثلاثة بحلول 22 سبتمبر. أعطى رئيس الهند موافقته من خلال التوقيع على مشاريع القوانين في 28 سبتمبر، وبالتالي تحويلها إلى قوانين.
هذه القوانين هي كما يلي:
- قانون تجارة منتجات المزارعين (الترويج والتيسير): يوسع نطاق المناطق التجارية للمزارعين المنتجين من مناطق مختارة إلى «أي مكان للإنتاج والجمع والتجميع». يسمح بالتجارة الإلكترونية لمنتجات المزارعين المجدولة. يمنع حكومات الولايات من فرض أي رسوم سوق أو ضريبة أو ضريبة على المزارعين والتجار ومنصات التجارة الإلكترونية لتجارة منتجات المزارعين التي تتم في «منطقة تجارة خارجية».
- قانون اتفاقية المزارعين (التمكين والحماية) بشأن ضمان أسعار الخدمات الزراعية: ينشئ إطارًا للزراعة التعاقدية من خلال اتفاق بين المزارع والمشتري قبل إنتاج أو تربية أي منتج زراعي. وهو ينص على آلية تسوية المنازعات من ثلاثة مستويات: مجلس التوفيق، وقاضي الأقسام الفرعية، وسلطة الاستئناف.
- قانون السلع الأساسية: يسمح للمركز بتنظيم بعض المواد الغذائية في سياق المواقف الاستثنائية مثل الحرب أو المجاعة. يتطلب أن يكون فرض أي حد لمخزون المنتجات الزراعية على أساس ارتفاع الأسعار.

### انتحار المزارعين
وفقًا لصحيفة ذا إكنوميك تايمز: لطالما شعر المزارعون بأنهم مستهدفون ومستغلون في الهند. بين عامي 1995 و2019 أفاد المكتب الوطني لسجلات الجريمة في الهند أن ما مجموعه 296.438 مزارعًا هنديًا قد انتحروا منذ عام 1995.
وقد لوحظ أنه في عام 2019 انتحر 10.281 شخصًا يعملون في قطاع الزراعة. يرجع هذا إلى حد كبير إلى ارتفاع مستويات الديون وانخفاض الدخل. تمتلك ولايات البنجاب وهاريانا وبيهار وكارناتاكا وأوتار براديش وأندرا براديش أعلى معدلات انتحار بين المزارعين في البلاد. ويبدو أن أرقام الانتحار هذه ترتفع سنويًا، حيث تُظهر بيانات المكتب الوطني لسجلات الجريمة أن 42.563 مزارعًا وعمال الرهانات اليومية قد ماتوا بسبب الانتحار في عام 2019 وحده.

### الثورة الخضراء الثانية
قال رئيس الوزراء السابق مانموهان سينغ خلال أحد المقابلات معه في عام 2004:
«نحتاج إلى ثورة خضراء ثانية، واستغلال للتطورات المتقدمة، ومن أجل ذلك نحتاج إلى إنعاش نظام الأبحاث الزراعية، ونظام الإرشاد ونظام الائتمان في الهند. كلما أضفينا الطابع التجاري على الزراعة، سيحتاج مزارعينا أكثر إلى الحصول على المدخلات التجارية ويعد ذلك تحديثًا لنظامنا الائتماني الزراعي. يوجد مظاهر جمود أخرى ناتجة عن أنظمة التسويق بأكملها حدثت في ثلاثينيات القرن العشرين تمنع مزارعينا من بيع منتجاتهم إلى من يعطيهم أعلى سعر. نعتزم إلغاء جميع هذه العوائق التي تقف في وجه إدراك الهند لإمكاناتها الهائلة كسوق مشتركة كبيرة واحدة».
أشار رئيس الوزراء مودي في مجلس الشيوخ بتاريخ 8 فبراير عام 2021 إلى هذه المقابلة لمانموهان سينغ وقال: «تحدث مانموهان سينغ عن ذلك لكن يجب على مودي أن ينفذه الآن. كونوا فخورين». كان مودي رئيس الوزراء يشير إلى الثورة الزراعية الثانية في عام 2015، 2016، و2017.

### القوانين الزراعية الثلاثة
أصدرت الحكومة المركزية في عام 2017 قوانين الزراعة النموذجية. من ناحية ثانية بعد فترة من الزمن، وجد أن هناك الولايات لم تنفذ عددًا من الإصلاحات المقترحة في القوانين. تشكلت في يوليو 2019 لجنة مؤلفة من سبعة وزراء رئيسيين لمناقشة تنفيذها. بناء على ذلك، أصدرت حكومة الهند المركزية ثلاثة مراسيم (أو قوانين مؤقتة) في الأسبوع الأول من شهر يونيو 2020، الذي تناول الإنتاج الزراعي والمبيعات والتكديس والتسويق الزراعي والإصلاحات الزراعية التعاقدية وغيرها. طرحت هذه المراسيم على شكل مشاريع قوانين وأقرها لوك سابها (مجلس الشعب) في 15 و18 سبتمبر 2020. لاحقًا، أقر مجلس الشيوخ، حيث تشكل الحكومة أقلية، في 20 و22 سبتمبر مشاريع القوانين الثلاثة من خلال تصويت شفهي- متجاهلًا مطالب المعارضة بتصويت كامل. وافق رئيس الهند على مشاريع القوانين في 28 سبتمبر من خلال التوقيع عليها، وتحولت بذلك إلى قوانين. كانت شرعية القوانين موضع تساؤل منذ أصبحت الزراعة والأسواق ضمن قائمة الولاية.
يشمل نطاق هذه القوانين ما يلي:
1. قانون تجارة منتجات المزارعين والتبادل التجاري (التشجيع والتسهيلات): يوسع هذا القانون نطاق مناطق تجارة المزارعين لإنتاجهم من مناطق محددة إلى «أماكن الإنتاج والجمع والتجميع أينما كانت». يسمح بالتجارة الإلكترونية والتبادل التجاري الإلكتروني لمنتجات محددة للمزارعين. يحظر على حكومات الولايات فرض أي رسوم سوق أو ضرائب، أو فرض ضرائب على المزارعين والتجار ومنصات التجارة الإلكترونية بسبب التجارة بمنتجات المزارعين التي تتم في «منطقة تجارة خارجية».
2. قانون موافقة المزارعين على ضمان الأسعار وخدمات الزراعة (التمكين والحماية): ينشئ هذا القانون نظامًا للزراعة التعاقدية عن طريق إبرام اتفاقية بين المزارع والمشتري قبل إنتاج أي منتجات زراعية أو تربيتها. يطرح آلية لتسوية النزاعات مؤلفة من ثلاث مراحل هي: مجلس تحكيم، وقاضي الأقسام الفرعية وسلطة استئناف.
3. قانون السلع الأساسية (ملحق): يسمح للمركز بضبط بعض المواد الغذائية في الحالات الاستثنائية مثل الحرب والمجاعة. يتطلب هذا القانون أن يكون أي فرض لأي حد لمخزون منتجات زراعية معتمدًا على ارتفاع الأسعار.

### سوابق دولية
قامت العديد من الاقتصادات المتطورة بإعادة تشكيل سياساتها الزراعية في ثمانينيات وتسعينيات القرن العشرين لتشجيع مشاركة القطاع الخاص. يستشهد سواتي دينغرا من كلية لندن للاقتصاد بوضع كينيا التي زادت فيها الإصلاحات الزراعية من سهولة ممارسة الأعمال التجارية، ولكن هذا الازدياد الكبير سبب من ناحية ثانية مشاكل أخرى للمزارعين. كتبت 87 نقابة للمزارعين في الولايات المتحدة في فبراير 2021 رسالة تضامن أعطت فيها مثالًا عن السياسات الزراعية في عهد ريغان- «عزز عهد ريغان أزمة الزراعة من خلال تغييرات سياسية فيدرالية متعمدة، وتراجع منهجي لأسعار تعادل العملات ومحاولات أخرى لإلغاء الرقابة (الضوابط)».

## مطالب المزارعون
تعتقد نقابات المزارعون أن القوانين ستفتح بيع وتسويق المنتجات الزراعية خارج صلاحيات لجنة سوق المنتجات الزراعية للمزارعين. علاوة على ذلك ستسمح القوانين بالتجارة بين الدول وتشجع التجارة الإلكترونية الطوعية للمنتجات الزراعية. تمنع القوانين الجديدة حكومات الولايات من تحصيل رسوم السوق أو الجباية أو الضريبة على التجارة خارج أسواق المنتجات الزراعية، وقد أدى ذلك إلى اعتقاد المزارعين بأن القوانين «ستنهي تدريجياً نظام ماندي وتترك المزارعين تحت رحمة الشركات». يعتقد المزارعون أن القوانين ستنهي علاقتهم الحالية مع أرثياس (وكلاء بالعمولة يعملون كوسطاء من خلال تقديم القروض المالية، وضمان الشراء في الوقت المناسب، والتعهد بأسعار مناسبة لمحصولهم).
بالإضافة إلى ذلك يعتقد المزارعون المحتجون أن تفكيك لجنة سوق المنتجات الزراعية سوف يشجع على إلغاء شراء محاصيلهم بأقل سعر للدعم. لذا فهم يطالبون بأسعار دعم دنيا تضمنها الحكومة. اعتبارًا من 18 ديسمبر 2020 تشمل مطالب المزارعين:
- قوانين الزراعة.
- عقد جلسة برلمانية خاصة لإلغاء قوانين الزراعة.
- جعل الحد الأدنى لسعر الدعم والمشتريات الحكومية للمحاصيل حقًا قانونيًا.
- التأكيدات بأن نظام الشراء التقليدي سيبقى.
- تنفيذ تقرير لجنة سواميناثان وتثبيت متوسط بنسبة 50٪ على الأقل أكثر من متوسط تكلفة الإنتاج.
- خفض أسعار الديزل للاستخدام الزراعي بنسبة 50٪.
- إلغاء لجنة إدارة جودة الهواء والأمر الملحق لعام 2020 ورفع العقوبة والغرامة على حرق القش.
- إطلاق سراح مزارعين اعتقلوا بسبب حرق بقايا الأرز في البنجاب.
- إلغاء مرسوم الكهرباء لعام 2020.
- يجب ألا تتدخل الحكومة المركز في موضوعات الولايات، وتطبيق اللامركزية في الممارسة.
- سحب جميع القضايا المرفوعة ضد قادة المزارعين والإفراج عنهم.

## معسكرات المزارعين

### لانجار
تم نشر عشرات اللانغار (بالسيخية: مطبخ) والمطابخ المؤقتة من قبل منظمات المزارعين والمنظمات غير الحكومية لتلبية الاحتياجات الغذائية لعشرات الآلاف من المزارعين في معسكرات المزارعين التي انتشرت على حدود دلهي بعد أن منعت شرطة دلهي المزارعين من دخول المدينة في 26 نوفمبر 2020. تعمل هذه المطابخ على مدار الساعة وتوفر طعامًا مجانيًا دون تمييز على أساس الطبقة أو العرقية أو الدين. تشمل الوجبات الساخنة التي يقدمها اللانغار العدس والخضروات الموسمية والروتي واللبن والشاي.
قدمت المنافذ الإعلامية التي تتخذ من دلهي مقراً لها تعليقات مهمة على بعض جوانب اللانجار، مثل استخدام صانعات الروتي الميكانيكية التي يمكنها طهي ألف روتي في الساعة، أو عندما شوهد المزارعون يأكلون البيتزا التي يصنعها اللانجر عند حدود سينغو، الأمر الذي استهزأ بحركة الفلاحين. كما قدمت وسائل الإعلام تعليقات سلبية على استهلاك المزارعين للفواكه المجففة والمكسرات مثل الكاجو والزبيب في «اللوز لانجر» التي قدمها الهنود غير المقيمين المستفيدين. تشمل المنظمات المشاركة في إعداد وتشغيل اللانغار لجنة دلهي السيخ جوردوارا على حدود سينغو، وطائفة بابا كشمير سينغ جي بوريوال، وحدود تكري، وغيرها الكثير بما في ذلك المنظمات غير الحكومية التي قدمت مساعدات عينية.

### الإقامة والإمدادات
بالإضافة إلى الطعام والشاي، يتم دعم المزارع في المخيمات من قبل المنظمات غير الحكومية المحلية والدولية، بما في ذلك منظمة خلصا أيد غير الحكومية ومقرها المملكة المتحدة، مع توفير الخيام ونقاط الشحن المحمولة التي تعمل بالطاقة الشمسية والغسيل والمكتبة والأكشاك الطبية وعيادة طب الأسنان في المخيم، الذي قام بعلاج أوجاع الأسنان والتنظيف والحشو والتقشير، بالإضافة لتوفير كراسي تدليك القدمين للمحتجين المسنين.

### الأمن والتحكم
عند حدود سينغو، قام المزارعون بتركيب ثماني كاميرات CCTV لمراقبة موقع الاحتجاج: «[...] نظرًا لوجود عدد كبير جدًا من الأشخاص القادمين الآن. لقد وصلنا إلى معرفة الحوادث التي يحاول فيها الأشخاص ذوو الدوافع الخفية عملها بهذه الطريقة، ويمكننا الاحتفاظ بسجل لما يحدث ومواجهة أي رواية لإلقاء اللوم علينا في أي نشاط معاد للمجتمع».

## انتحار المزارعون
وفقًا لصحيفة ذا إكنوميك تايمز، شعر المزارعون منذ فترة طويلة بأنهم مستهدفون ومستغلون في الهند. وقد لوحظ أنه خلال السنوات الخمس الماضية حدثت أكثر من 139.123 حالة انتحار مزارعين مسجلين في الهند. يرجع هذا إلى حد كبير إلى ارتفاع مستويات الديون وانخفاض الدخل. تمتلك ولايات البنجاب وهاريانا وبيهار وكارناتاكا وأوتار براديش وأندرا براديش أعلى معدلات انتحار المزارعين في البلاد. يبدو أن أرقام الانتحار هذه ترتفع سنويًا: تُظهر بيانات مكتب سجلات الجريمة الوطنية أن 42.563 مزارعًا ماتوا بالانتحار في عام 2019.

## المؤن والأموال
تم توفير العديد من الخيام والمرافق الأخرى مثل الأكشاك الطبية وغسيل الملابس ومكتبة وعيادة أسنان ومعبد في مواقع مختلفة لاحتجاج المزارعين على الحكومة. كانت معسكرات طب الأسنان توفر علاجات الأسنان وتنظيفها وتقشيرها. تم عمل نقاط شحن متنقلة تعمل بالطاقة الشمسية. لتوفير الغذاء تم توفير مخبز للروتي والذي ينتج ألف رغيف روتي في الساعة. بدأ نشطاء اتحاد بهارتيا كيسان (راجوال) لانجار البيتزا على حدود سينغو لرفع الروح المعنوية للمزارعين المحتجين. اجتذب لانجار البيتزا الجماهير. قدم العديد من الهنود غير المقيمين المساعدات وكذلك الطعام، مثل «اللوز لانجر» من 20 قنطار، إلى جانب الفواكه الجافة الأخرى مثل الكاجو والزبيب. كما قدمت منظمة خالصا إيد غير الحكومية التي تتخذ من المملكة المتحدة مقراً لها كراسي تدليك القدمين للمحتجين المسنين.
أفاد موقع تايمز تاو نيوز الذراع الرقمي لشبكة تايمز نتورك، أن وحدة جالاندهار التابعة لمديرية الإنفاذ تحقق في مزاعم بأن الأموال التي يتم تلقيها للاحتجاجات يتم تحويلها إلى الهند من كندا عبر باكستان عبر شبكة الحوالة. ذكرت مقالة التايمز الآن أيضًا أنها «لا تضمن التقارير وهذه كلها من اختصاص وكالات التحقيق».

## المحكمة العليا في الهند
تلقت المحكمة العليا في الهند التماسات عديدة تسعى إلى توجيه فض احتجاجات المحتجين من المزارعين من إغلاق الطرق الموصلة إلى العاصمة. كما أبلغت المحكمة العليا الحكومة المركزية أنها تنوي إنشاء هيئة للمضي قدمًا في المفاوضات. في 17 ديسمبر أقرت المحكمة العليا بالحق في الاحتجاج السلمي لكنها أضافت: «أنتم (المزارعون) لديكم هدف أيضًا، ولا يتم تحقيق هذا الغرض إلا إذا تحدثتم وناقشتم وتوصلتم إلى نتيجة». عارضت الحكومة المركزية توصية المحاكم بتأجيل تنفيذ قوانين الزراعة. قررت نقابات المزارعين الغاضبة استشارة كل من براشانت بوشان ودوشيانت ديف وإتش إس فولكا وكولين غونسالفيس فيما يتعلق بإجراءات المحكمة العليا.
تم تسجيل الالتماس المقدم من قبل العديد من طلاب جامعة بنجاب في 2 ديسمبر 2020 من قبل المحكمة العليا كعريضة عامة في 4 يناير 2021. كان الالتماس على شكل رسالة نددت بتجاوزات الشرطة، والاعتقالات غير القانونية للمتظاهرين، والتضليل والاستقطاب والإثارة من قبل القنوات الإعلامية، والتعامل مع الأمر على أسس إنسانية. أخبر أحد الطلاب الذي صاغ العريضة صحيفة ذا وير أنه «على مدار أكثر من 100 يوم من احتجاج المزارعين، كان هذا أول التماس يتم تقديمه لصالح الاحتجاج».
قال المزارعون إنهم لن يستمعوا إلى المحاكم إذا طُلب منهم التراجع أو حتى إذا تم تعليق القوانين. كما أثار زعماء نقابات المزارعين قضية «تهرب الحكومة من الحوار» منذ أن «قال المجلس الأعلى في وقت سابق إنه لن يتدخل». أدلى المتحدث باسم المجلس التشريعي رانديب سورجوالا ببيان في هذا الصدد وقال: «لماذا تريد الحكومة من المحكمة العليا حل جميع القضايا الخلافية، من قانون الطيران المدني والسجل الوطني للمواطنين إلى قوانين الزراعة».
في 11 يناير 2021 قال رئيس قضاة الهند خلال جلسات الاستماع: «لسنا خبراء في الزراعة والاقتصاد. أخبرونا ما إذا كنت الحكومة ستعلق هذه القوانين أم أننا سنفعلها. ما هي قضية الهيبة هنا؟ لا نعرف ما إذا كنت جزءًا من الحل أم جزءًا من المشكلة... لدينا مخاوف من أنه في يوم من الأيام قد يكون هناك خرق للسلام، كل واحد منا يتحمل المسؤولية إذا حدث أي خطأ... إذا قالت الغالبية العظمى أن القوانين جيدة فليقلها للجنة (أ)». كما ذكرت المحكمة للحكومة أنها كانت محبطة للغاية من طريقة الحكومة في التتعامل مع كل هذا (يعني احتجاجات المزارعين). لا نعرف ما هي العملية الاستشارية التي اتبعتها في إقرار القوانين. العديد من الولايات تمرّدت. كما رفضت المحكمة ادعاء النائب العام توشار ميهتا بأن«غالبية» المزارعين أيدوا القوانين، مشيرين إلى أنهم لم يتلقوا أي إقرارات من أي شخص بأن القوانين كانت مفيد.
في 12 يناير 2021 علقت المحكمة العليا في الهند قوانين الزراعة وشكلت لجنة للنظر في تظلمات المزارعين المحتجين. وطلبت من نقابات المزارعين التعاون. ضم أعضاء اللجنة المشكلة من قبل المحكمة خبراء الزراعة أشوك غولاتي وبرامود كومار جوشي وأنيل غانوات وبوبيندر سينغ مان. لكن بعد يومين تنحى بهوبيندر سينغ مان.

## معرض الصور

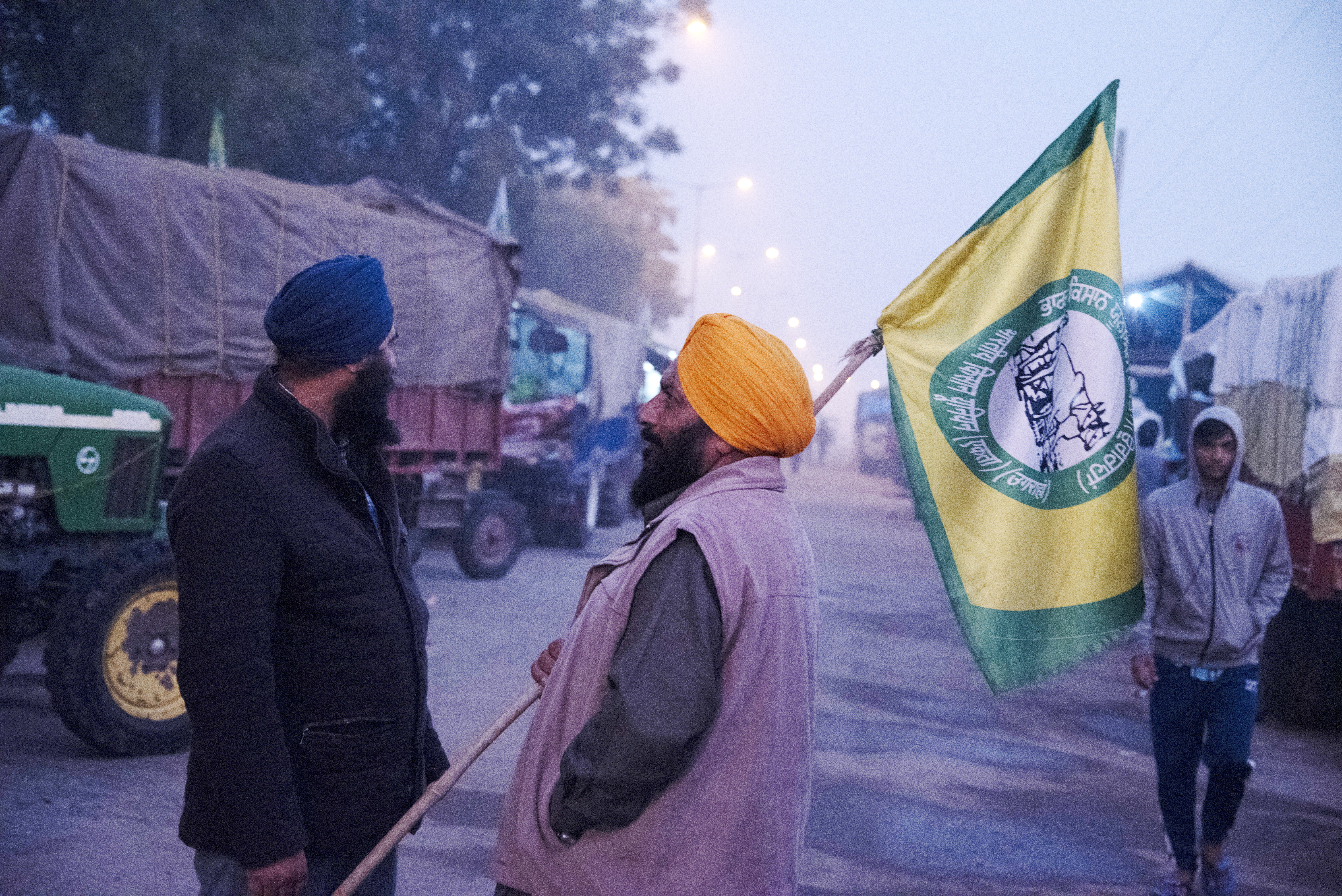
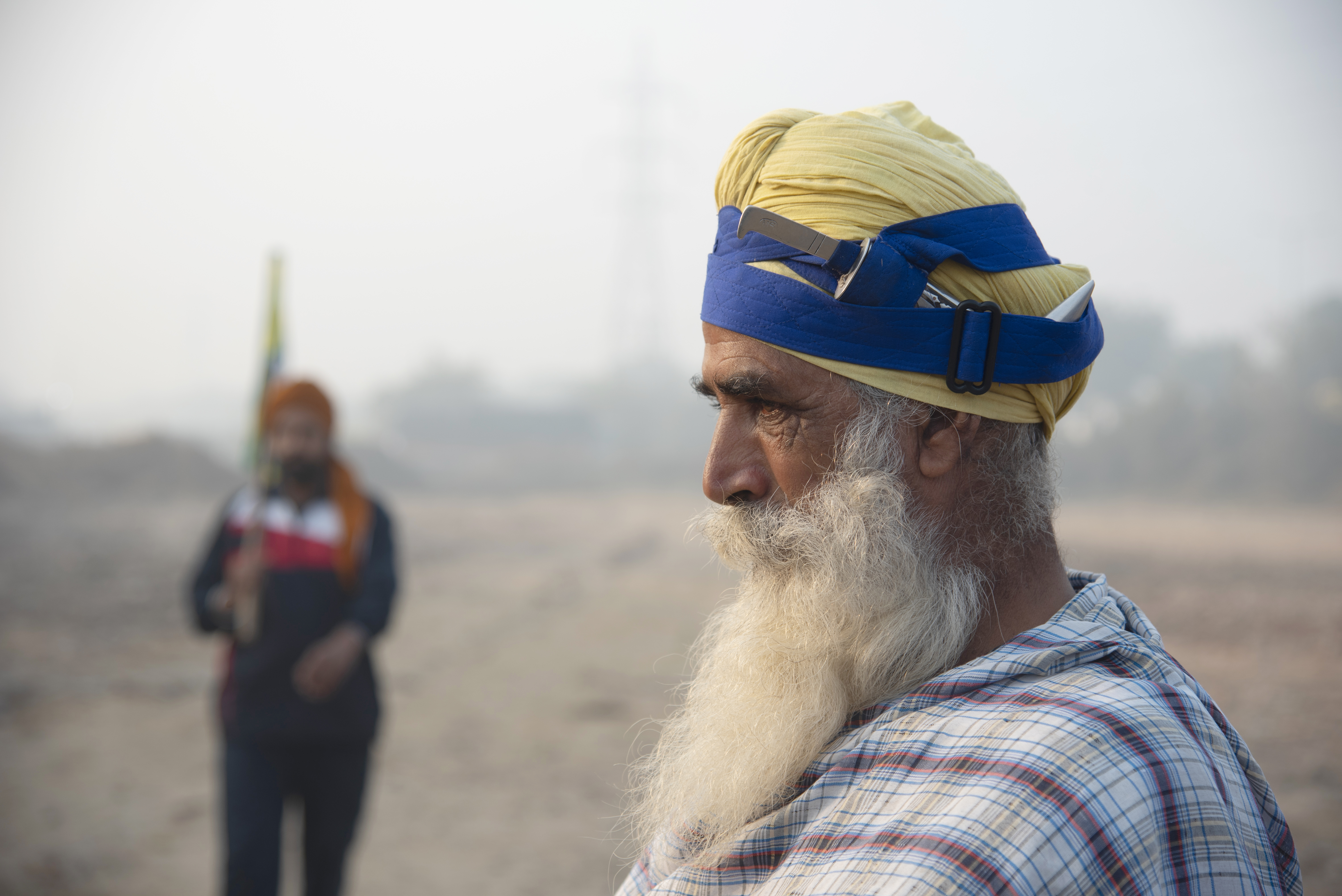
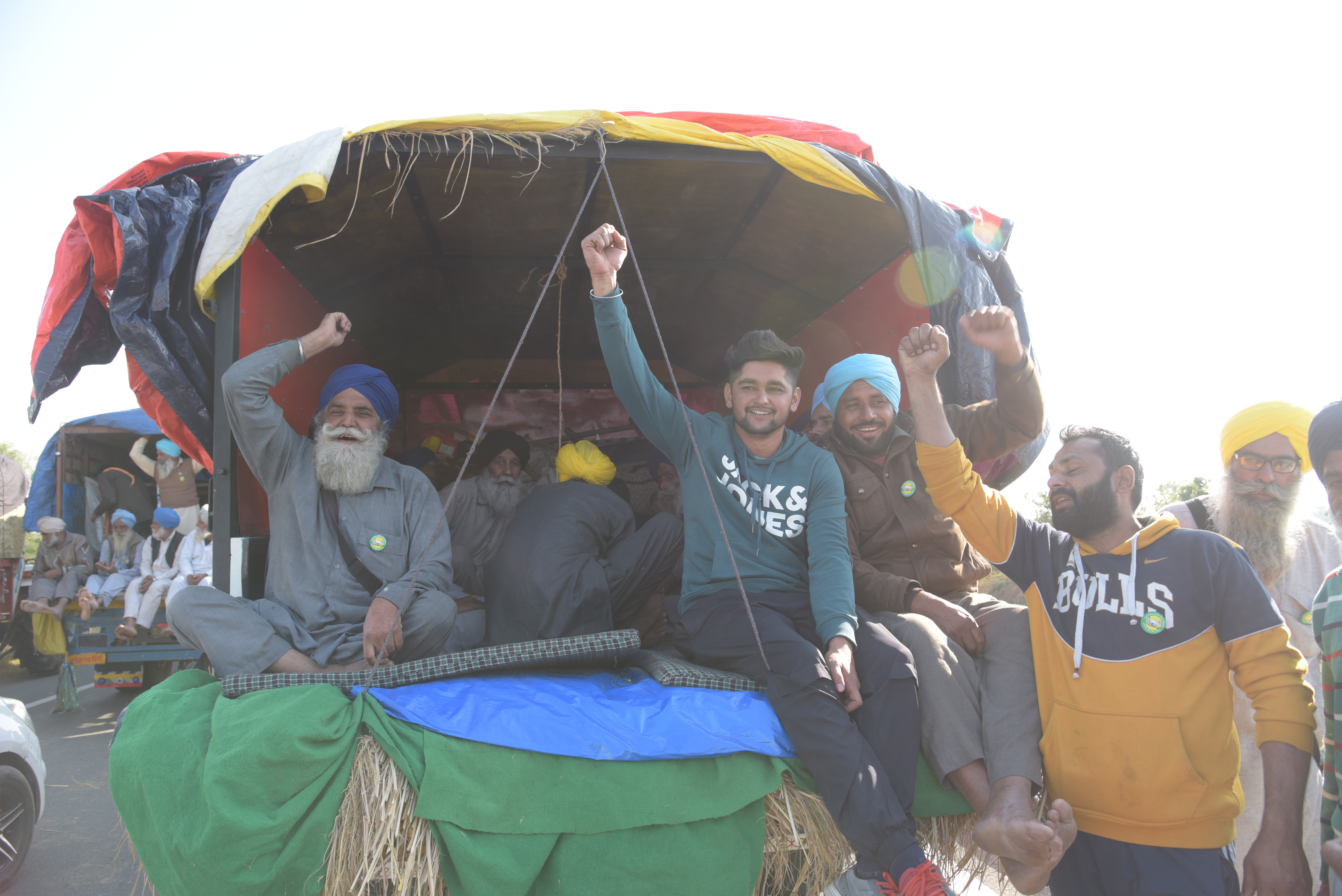
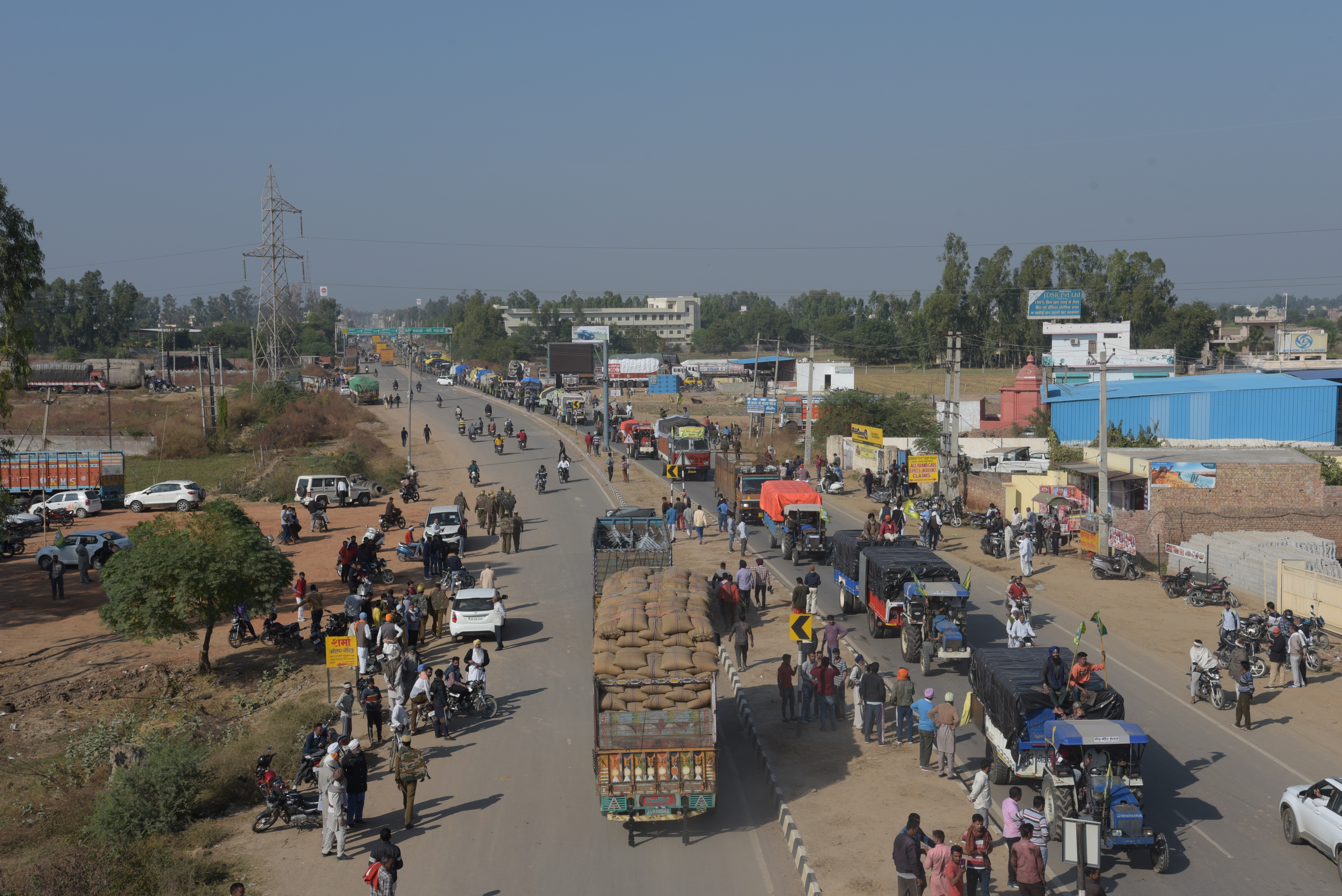
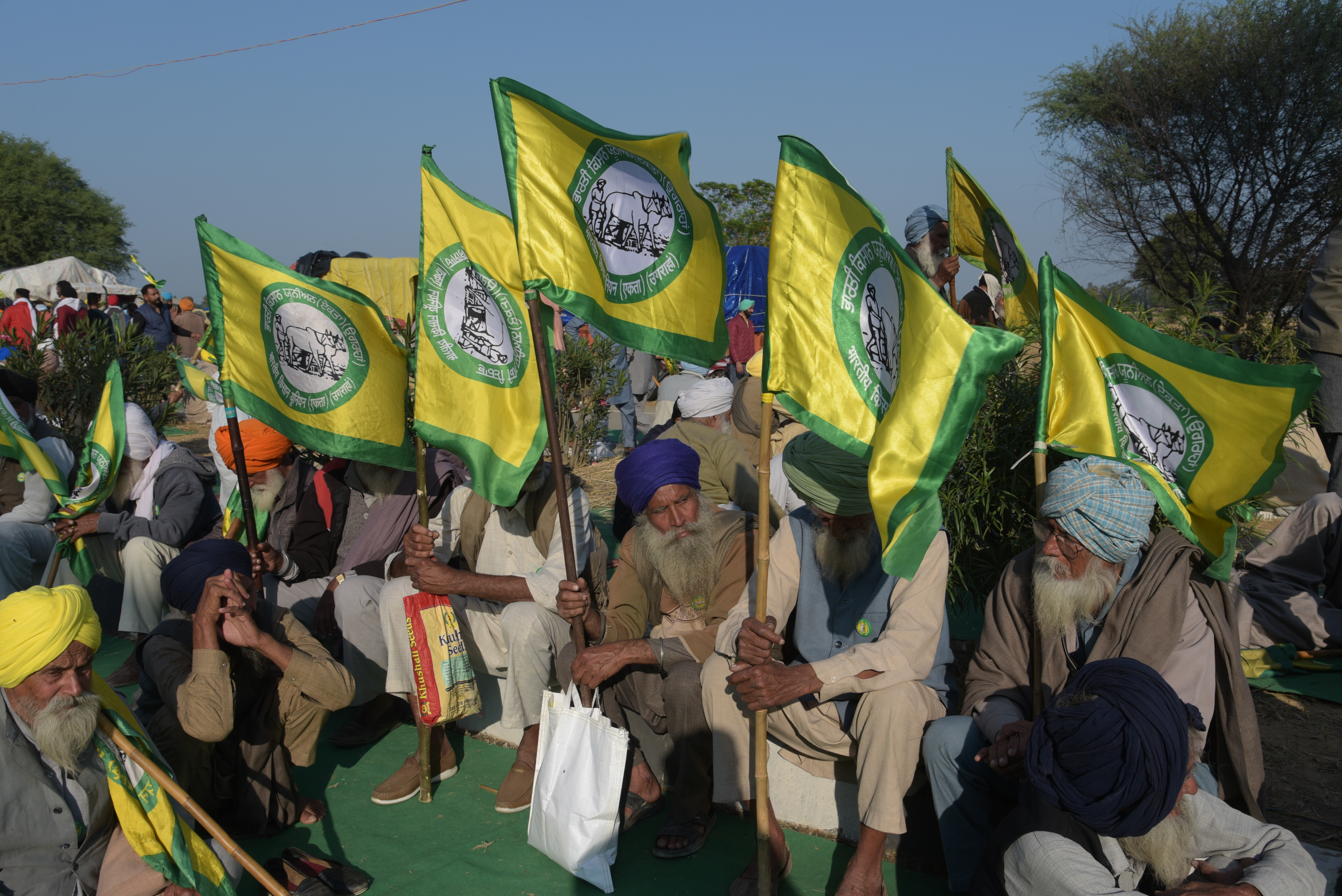
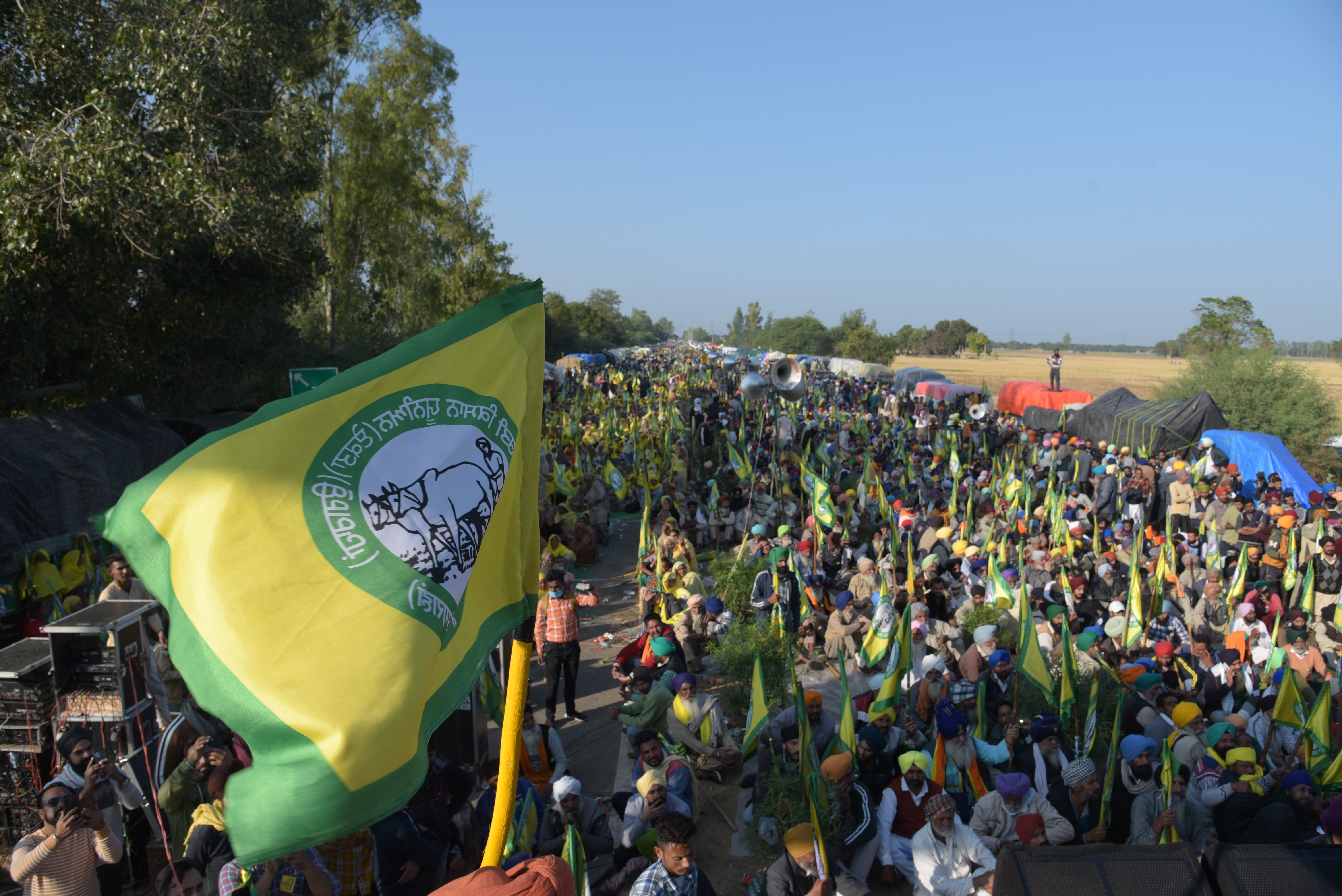